# Sha’markus Kennedy
Sha'markus Kennedy (Tuscaloosa, Alabama, 7 de junio de 1998) es un baloncestista estadounidense que pertenece a la plantilla del KB Bora de la Superliga de Kosovo. Con 2,03 metros de estatura, juega en la posición de ala-pívot.

## Trayectoria deportiva

### Universidad
En sus primeros dos años de baloncesto universitario, Kennedy jugó en Chipola College. En su segunda temporada, lideró a su equipo en anotación (15,1 puntos por partido), rebotes por partido (7,1) y tapones (50) durante la temporada regular. Fue incluido en el primer equipo de la Panhandle All-Conference y llevó a Chipola al torneo de baloncesto masculino FCSAA / NJCAA Región VIII.
Sus dos últimas temporadas las jugó con los Cowboys de la Universidad Estatal McNeese, en las que promedió 15,9 puntos, 9,0 rebotes y 2,3 tapones por partido. En su última temporada fue elegido mejor jugador defensivo de la Southland Conference e incluido en el mejor quinteto de la misma.

### Profesional
El 4 de julio de 2020 firmó su primer contrato profesional con el Pallacanestro Cantù de la Lega Basket Serie A, el primer nivel del baloncesto italiano. En las filas del conjunto italiano promedia 8.9 puntos y 4.5 rebotes en 20 partidos.
El 7 de abril de 2021, firma por el Rasta Vechta de la BBL alemana.
En la temporada 2021-22, firma por el Bnei Herzliya de la Ligat ha'Al.
El 26 de febrero de 2022 se compromete hasta el final de temporada por el SCM Universitatea Craiova de la Liga Națională.
En marzo de 2023 se incorporó a los Trotamundos de Carabobo de la Superliga Profesional de Baloncesto de Venezuela.